# NGC 1682
NGC 1682 (другие обозначения — MCG −1-13-28, NPM1G −03.0219, PGC 16211) — линзовидная галактика (E-S0) в созвездии Ориона. Открыта Уильямом Гершелем в 1786 году. Описание Дрейера: «очень тусклый, очень маленький объект, в 12s к востоку расположена NGC 1684, в 4,5 минутах дуги к югу расположена звезда 9-й величины». Галактика удаляется со скоростью 4395 км/с и, возможно, образует группу с NGC 1681, NGC 1683 и NGC 1684.
Этот объект входит в число перечисленных в оригинальной редакции «Нового общего каталога».
Галактика обращена к наблюдателю плоскостью диска. На фотографиях видно яркое ядро. Расположена к северу от яркой звезды поля. При наблюдении в любительский телескоп с большим увеличением в поле зрения вместе с NGC 1682 попадает NGC 1684 на расстоянии 2,9′ к востоку; галактики образуют визуальную пару. Более слабая линзовидная галактика NGC 1683 находится на расстоянии 4,8′ к северу. Визуально NGC 1682 небольшая и конденсированная, с ярким ядром. Радиальная скорость: 4309 км/с. Расстояние: 193 млн световых лет. Диаметр: 56 тыс. световых лет.